# 砑頭蟲目
砑頭蟲目（學名：Proetida），又名蚜頭蟲目，是三葉蟲綱下的其中一目，出現在奧陶紀，是泥盆紀後期滅絕事件中唯一倖存的三葉蟲類，最後於二疊紀-三疊紀滅絕事件中消失。具有流線型的身體，但身上沒有刺和裝飾。眼睛大多為全色眼。